# Perangai
Perangai is een bestuurslaag in het regentschap Lahat van de provincie Zuid-Sumatra, Indonesië. Perangai telt 1695 inwoners (volkstelling 2010).